# Jesse Saunders
Jesse Saunders (né le 10 mars 1962 à Chicago, dans l'Illinois) est un DJ, compositeur et producteur américain de musique électronique, considéré comme le géniteur de la House music.

## Biographie
À l'âge de 16 ans, Saunders est exposé à la scène des boîtes de nuit de Chicago grâce à la musique de Frankie Knuckles. Knuckles effectue des résidences dans des boîtes de nuit gay, principalement au Warehouse de Chicago, où la house fait ses débuts avant de s'étendre et d'évoluer.
On and On et Funk U Up, deux morceaux au son révolutionnaire que Jesse Saunders réalise en 1984 avec un certain Vince Lawrence, font de lui l'inventeur de la musique house ou du moins l'artiste à avoir composé les premières créations house jamais parues officiellement. Malgré leur facture très brute, voire minimaliste (quasiment aucune mélodie, un beat particulièrement répétitif comprenant des sons de « clap » synthétique fort prononcés), les deux titres en question ont ouvert la voie aux génies du genre (Marshall Jefferson, Larry Heard, Keith Farley, Steve « Silk » Hurley, Chip E., Adonis) et restent à l'heure actuelle d'une étonnante modernité.
Par la suite, Jesse Saunders participe à l'élaboration de Love Can't Turn Around (1985), le hit de Farley « Jackmaster » Funk, réputé pour être l'un des sommets de la house de Chicago. Mais sa vie privée assez chaotique l'éloigne petit à petit de la scène house de Chicago, ce qui lui vaut de tomber quelque peu dans les oubliettes avant d'être définitivement reconnu comme le pionnier de la musique house en 1997 par Richard M. Daley, le maire de Chicago en personne. Sur le plan artistique, il se spécialise à partir des années 1990 dans le remix et retravaille notamment des chansons de R. Kelly, Rick James et Paula Abdul.
Jesse Saunders est également le fondateur du label de musique électronique Dance Mania (1985-2001) ou il produisit de nombreux artistes de Chicago mais aussi en provenance de tout le Midwest.
En 2020, Saunders sort un ouvrage intitulé Their Own Words. En 2022, Saunders souffre d'un accident vasculaire cérébral.

## Discographie partielle

### Productions
- 1984 : On and On
- 1984 : Funk U Up
- 1984 : Undercover
- 1984 : Fantasy
- 1984 : Dum Dum
- 1985 : Real Love
- 1985 : I Am the DJ
- 1985 : Dum Dum 2
- 1986 : Love Can't Turn Around
- 1987 : Back Up
- 1988 : I'm Back Again
- 1990 : Sing Sing in the 90's
- 1991 : House Trax, Vol. 1
- 1992 : Light My Fire
- 1993 : Got Me Runnin
- 1993 : I Just Want to
- 1996 : Take Me Higher
- 1997 : Yeah/Let Me Hear U
- 1998 : 12 Inches of Love
- 1999 : Body Music
- 2003 : On and On (20th Anniversary of House)
- 2004 : Everybody
- 2005 : Feelin Me
- 2008 : Luv 2 Luv U
- 2019 : Higher

### Remixes
- 1987 : Showdown - No Sovereign
- 1988 : It's A Cold, Cold World - Nouveau
- 1997 : Come Fly With Me - DJ Pierre
- 1990 : My Girl - Kool Skool
- 1991 : Vibeology - Paula Abdul
- 1991 : We Want the Funk - Gerardo
- 1992 : Set Me Free - Jermaine Stewart
- 1992 : Where Do We Go - Simple Pleasure
- 1992 : Double Good Everything - Smokey Robinson
- 1993 : Damn It Feels Good - Geto Boyz
- 1993 : What's It Take - Mellow Man Ace
- 1994 : Stranger - Buzz Session
- 1994 : Loving Tonight - Honey Vox
- 1995 : Slide - El Debarge
- 1997 : Baby Wants to Ride - Frankie Knuckles
- 1999 : Turn It Out - Rick James
- 2002 : Fuck It (I Don't Want You Back)
- 2003 : Step In the Name of Love - R. Kelly